# Programmateur de puce
Pour les articles homonymes, voir Multicopieur (homonymie).

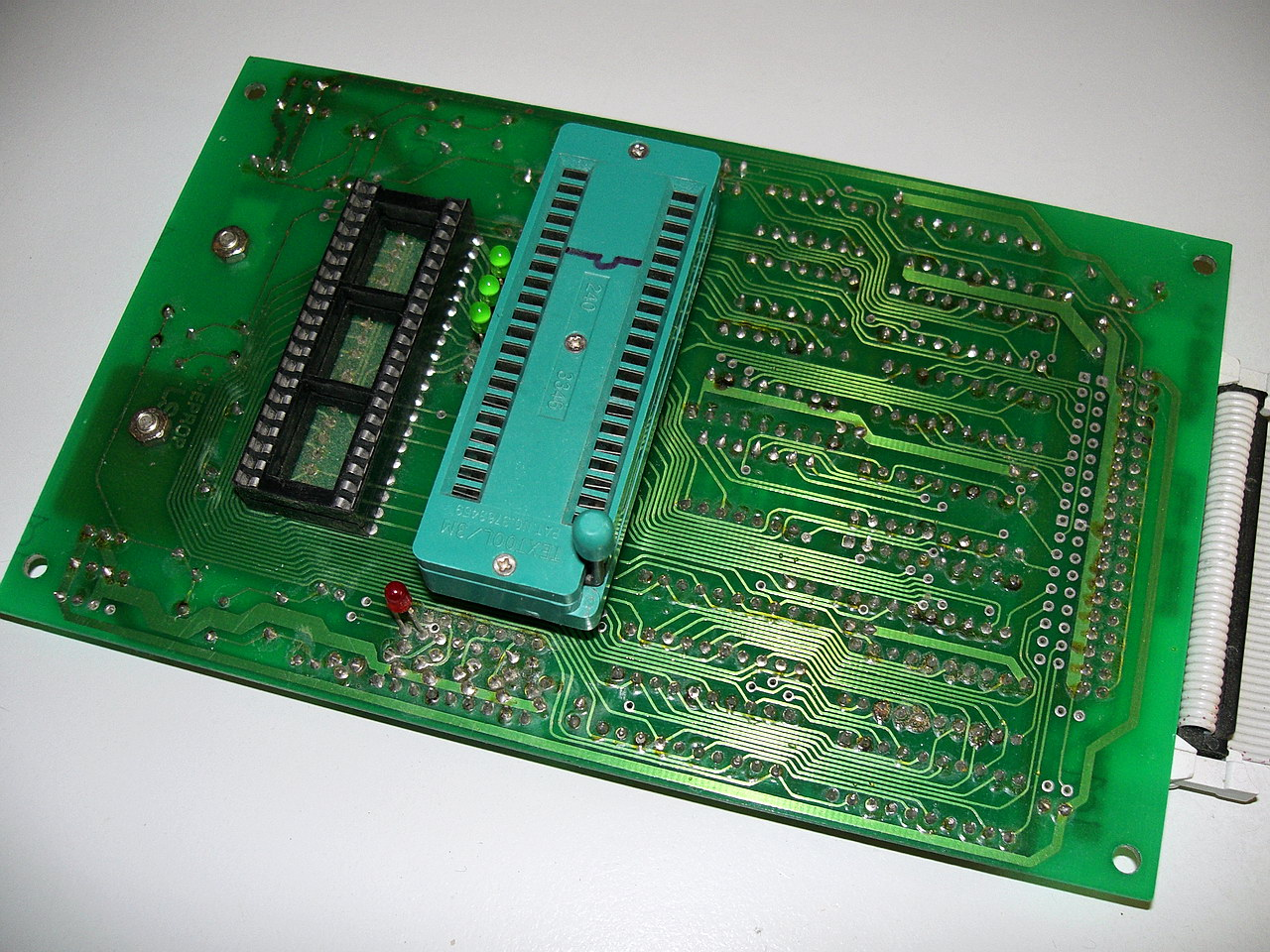
Photographie d'un EPROM

En électronique, un programmateur, appelé aussi programmeur ou encore multicopieur, est un appareil qui permet la copie ou la programmation des puces électroniques. Dans le cas d'une mémoire électronique réinscriptible certains programmateurs permettent l’effacement de ces puces. Ce dispositif est utilisé pour changer l'état des mémoires non volatiles d'un circuit logique programmable tels que les PROM, EPROM, EEPROM, PIC, Flashs...